# Аль-Гарафа
Спортивний клуб «Аль-Гарафа» або «Аль-Гарафа» (араб. نادي الغرافة الرياضي) — катарський футбольний клуб з Ер-Райяна, який виступає у найвищому дивізіоні Катару.

## Досягнення
- Старз-ліга:
  -  Чемпіон (7): 1992, 1998, 2002 (як Аль-Іттіхад), 2005, 2008, 2009, 2010

- Другий дивізіон Чемпіонату Катару:
  -  Чемпіон (4): 1980, 1982, 1984, 1987 (як Аль-Іттіхад)

- Кубок Еміра Катару
  -  Володар (8): 1995, 1996, 1997, 1998, 2002 (як Аль-Іттіхад), 2009, 2012, 2025

- Кубок наслідного принца Катару:
  -  Володар (3): 2000 (як Аль-Іттіхад), 2010, 2011

- Кубок зірок Катару
  -  Володар (3): 2009, 2018, 2019

- Арабський кубок володарів кубків
  -  Володар (1): 1999

## Відомі гравці
| - Хамад Шамі - Саад Аль-Шамарі - Лоуренс Куає - Фахад Аль-Шаммарі - Білал Мохаммед - Абдулазіз Алі - Джордж Квасі - Касем Бурхан - Ібрагім Аль-Ганім - Аділ Хаміс - Себастян Сорія - Джалал Аль-Дін Омар - Альмагді Алі Мухтар - Аден Алі Аден - Ахмед Саіяр - Хуссейн Алі Шехаб - Адел Ахмед - Мохаммед Разак |  |  |  |  |  |  |  |  |  |  | - Отман Ель-Ассас - Юніс Махмуд - Фаузі Башир - Марсель Десаї - Хусейн Алі - Фархад Маджиді - Андерсон Мартінш - Масуд Шоджаї - Владімір Вайсс - Немет Крістіан - Тамер Джамал - Джонсон Кендрік |  |

## Відомі тренери
| - Ібрагім Мохаммед Алі "Ібрагома" (1979) - Махмуд Абу-Раджайла (1979) - Хассан Афіф (1986–87) - Саїд Аль-Міхнед (1989) - Сержіу Космі (1989–90) - Зоран Джорджевич (1991) - Сельсу Рот (1992–93) - Фарук Пашич (1993–94) - Джамал Хаджиабдич (1994 – 30 червня 1999) - Рене Меленстен (1 липня 1999 – 30 червня 2000) - Мирсад Фазлич (2000–01) - Йозеф Гікерсбергер (1 липня 2001 – 30 червня 2002) - Крістіан Гуркюф (1 липня 2002 – 30 червня 2003) - Вальтер Меювз (липень 2003 – грудень 2003) - Карлуш Алінью (грудень 2003 – березень 2004) - Том Саїнтфіт (березень 2004 – 30 червня 2004) - Брюно Метсю (1 липня 2004 – 30 червня 2005) | - Харріс Мохаммед 1 (березень 2006 – квітень 2006) - Мішель Рукет (квітень 2006 – довтень 2006) - Вольфганг Зідка (1 грудня 2006 – 7 березня) - Юссеф Зуауї (березень 2007 – липень 2007) - Едмунд Штер (1 липня 2007 – 25 березня 2008) - Маркос Пакета (березень 2008 – липень 2009) - Кайо Жуніор (1 липня 2009 – 13 березня 2011) - Леонардо Віторіну 1 (березень 2011 – березень 2012) - Брюно Метсю (16 березня 2010 – 14 березня 2011) - Паулу Сілаш Перейра (15 березня 2012 – 27 листопада 2012) - Хабіб Садег 1 (листопад 2012 – грудень 2012) - Ален Перрен (20 грудня 2012 – 21 лютого 2013) - Хабіб Садег 1 (лютий 2013 – серпень 2013) - Зіку (2 серпня 2013 – 29 січня 2014) - Хабіб Садег 1 (29 січня 2014 – 7 лютого 2014) - Дієго Агірре (7 лютого 2014 – 7 червня 2014) - Маркос Пакета (7 червня 2014 – 29 грудня 2015) - Педру Кайшинья (30 грудня 2015–) |